# Иордан, Георгий Генрихович
Георгий Генрихович Иордан (2 февраля 1920, Харьков — 9 мая 1991, Москва) — советский хозяйственный, государственный и политический деятель, профессор, доктор технических наук.

## Биография
Родился 2 февраля 1920 года в Харькове. Член КПСС. Участник Великой Отечественной войны.
С 1947 года — на хозяйственной, общественной и политической работе.
В 1948 году окончил МГУ имени М. В. Ломоносова.
В 1947—1991 гг. — младший научный сотрудник, старший научный сотрудник, руководитель лаборатории, начальник отдела, заместитель директора по научной работе, директор «НИИТеплоприбор».
За разработку теоретических основ и принципов инвариантности высокочастотного радиоволнового метода измерения неэлектрических величин, создание на этой базе и внедрение в серийное производство комплекса высокочастотных приборов контроля технологических параметров был удостоен в составе коллектива Государственной премии СССР в области техники 1977 года.
Умер 9 мая 1991 года в Москве.